# SMS (tvrtka)
SMS, tvrtka iz Splita. 

## Povijest
Osnovao ju je bivši autoelektričar Srđan Mladinić 1989. godine. Počeo je ni od čega. Prvi poslovi kojima se tvrtka bavila bilo je soljenje ribe za druge proizvođače. Poslovanje je zatim prošireno na riblje prerađevine pod vlastitom robnom markom. Godine 1994. u požaru su izgorili pogoni tvrtke. Vlasnik Mladinić je prodao obiteljski stan u Splitu te s obitelji otišao je u podstanare u Kaštela. Radnici su radili u iznajmljenom pogonu. Asortiman tvrtke se proširio na masline i prerađevine od maslina, džemove, gotova jela i ino. Stigla su poslovna priznanja. Tvrtka je osvojila medalje na prehrambenim sajmovima. Poslovanje se širilo na inozemna tržišta pa čak i američko. Da bi tvrtka imala svoje prehrambene sirovine, posadili su plantaže maslina u Skradinu i Kaštelima (na Trećanici). Okrutna zbilja hrvatskog gospodarstva gdje država nije stajala iza hrvatskih poduzetnika, nego ih je prepuštala nemilosrdnom financijskom kapitalu, tada već velikim dijelom u inozemnim rukama, koji je hrvatskim poduzetnicima nametao nerealne zahtjeve snašla je i SMS. Da bi se maslinik isplatio, treba u prosjeku od 10 do 15 godina, no kredite su morali vraćati u roku od 4 do 5 godina. SMS si je tih godina također napravio najsuvremeniji prehrambeni laboratorij u Dalmaciji. Tih godina tvrtka je zapošljavala 180 zaposlenih.